# Brisa Hennessy
 (juillet 2024).
Si vous disposez d'ouvrages ou d'articles de référence ou si vous connaissez des sites web de qualité traitant du thème abordé ici, merci de compléter l'article en donnant les références utiles à sa vérifiabilité et en les liant à la section « Notes et références ».
Pour les articles homonymes, voir Hennessy.
Brisa Hennessy est une surfeuse costaricienne née le 16 septembre 1999 à Cabo Matapalo. Participante à la World Surf League à compter de 2018, elle en a remporté une étape en 2022 à Sunset Beach[réf. nécessaire], à Hawaï, aux États-Unis. Elle a terminé quatrième de l'épreuve féminine des Jeux olympiques d'été de 2024, organisés à Paris.